# Tramp! Tramp! Tramp!

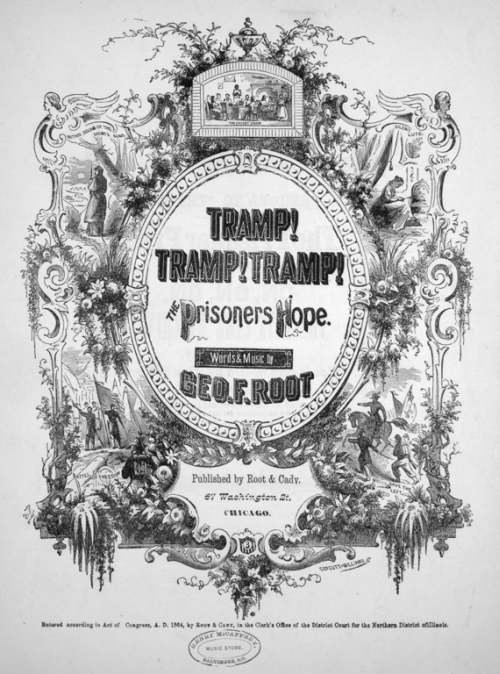

Tramp! Tramp! Tramp! (The Prisoner’s Hope) war eines der populärsten Lieder des Sezessionskriegs. George F. Root schrieb sowohl den Text als auch die Melodie und veröffentlichte das Lied 1864, um den gefangenen Soldaten der Nordstaaten Hoffnung zu geben. Der Song schildert die Gefangenschaft eines Soldaten aus seiner Sicht. Der Refrain versichert dem Gefangenen, dass Hoffnung naht.
Das Lied wurde oft parodiert. Seine Melodie wird auch für das irische, patriotische Lied God Save Ireland verwendet, wie auch im Kinderlied Jesus Loves the Little Children und in Ernst Buschs Ami – go home!.